# 1405 هـ
1405 هـ هي سنة في التقويم الهجري امتدت مقابلةً في التقويم الميلادي بين سنتي 1984 و1985.

## أحداث
- افتتاح مجمع الملك فهد لطباعة المصحف الشريف في المدينة المنورة.

## مواليد
- المنشد فهد الحوسني (21 رجب 1405 هـ)
- أحمد بن فهد بن سلمان بن عبد العزيز آل سعود
- باران كوثري
- شوق (ممثلة)
- رامي عيسى
- علي عبد الله (فنان)
- علي نسمان
- عبد الله كامل
- كنانة للكود
- محمد بن سلمان بن عبد العزيز آل سعود

## وفيات
- إبراهيم القطان
- الشيخ عبد الرحمان متالي
- بندر بن سرور
- حافظ جميل
- خليل إبراهيم ياسين
- عياد بن نهير
- كاظم جواد
- محمد المختار الشنقيطي
- محمد رضا الطبسي
- أحمد الغريفي
- زكي داغستاني
- محمود علي البنا
- عبد المحسن بن عبد العزيز آل سعود